# 티모르땃쥐
티모르땃쥐(Crocidura tenuis)는 땃쥐과에 속하는 포유류의 일종이다. 티모르섬의 토착종이다. 서식지 감소로 멸종 위협을 받고 있다.